# Antonio Corpas Gutiérrez
Antonio Corpas Gutiérrez (Sevilla, 1913-Sevilla, 8 de agosto de 1935) fue un vendedor de comercio español de ideología falangista. En agosto de 1935 fue víctima de un atentado terrorista y falleció a las pocas horas del suceso. Su nombre apareció en noviembre de 1935 en el llamado Telón de los caídos durante un mitin de Falange Española en un cine de Madrid.

## Atentado

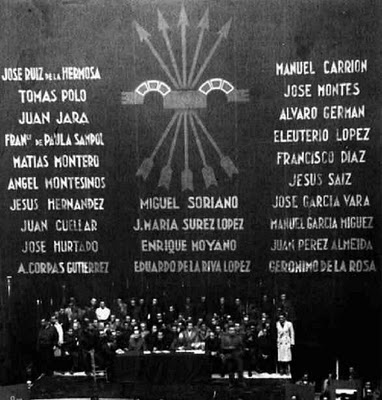
Telón de los caídos de FE de las JONS, en 1935.

Antonio Corpas Gutiérrez fue víctima de un atentado perpetrado por un grupo de jóvenes anarquistas. En efecto, el 7 de agosto de 1935, al anochecer y según apareció en la prensa, tras dejar a su novia, Corpas fue tiroteado por un grupo de individuos que le esperaban. Fue alcanzado por cinco o seis disparos -según las versiones- y falleció a las diez o doce horas del suceso. Ese mismo día fue detenido el joven anarquista Jerónimo Misa Almazán, al que se responsabilizó de su muerte. En diciembre de 1935, Almazán fue condenado a pena de muerte por la Audiencia territorial de Sevilla.
Durante esa semana de agosto, en concreto el 9 de agosto de 1935, falleció en Málaga Antonio Rubio Aguilar, al parecer confidente policial, también en un atentado terrorista cometido por elementos anarquistas.
El pleno del Ayuntamiento de Sevilla solicitó por unanimidad el 7 de diciembre de 1935 clemencia para Misa Almazán. El 19 de diciembre de 1935, el diputado socialista Hermenegildo Casas pedía la clemencia del gobierno para este reo. También el Ayuntamiento de San Fernando  (Cádiz) en un pleno celebrado el 20 de diciembre solicitó clemencia. El 16 de febrero de 1936, aparecía en la Gaceta de Madrid, número 47, el Decreto conmutando por la de treinta años de reclusión mayor la pena de muerte impuesta a Jerónimo Misa Almazán, firmado por el ministro de Trabajo, Justicia y Sanidad Manuel Becerra Fernández.

## Entierro
Tras la autopsia, el cadáver de Antonio Corpas fue trasladado al cementerio de Sevilla, donde fue inhumado en la tarde del 10 de agosto de 1935. En represalia por la muerte de Corpas, varias horas después de su entierro, desde un vehículo a gran velocidad que pasó delante del local de la Unión de Sindicatos, en la calle Arenal, número 3, de Sevilla, sus ocupantes hicieron numerosos disparos contra el sindicato comunista, al grito de "¡Viva Falange Española! ¡Viva España!" A consecuencia de los disparos resultó muerto el conserje Juan Rasero, de 30 años, y herido de gravedad Juan Litrán Rodríguez, de 45 años. Otros dos sindicalistas recibieron heridas leves. Litrán falleció unos días más tarde.